# Кулайгырский сельский округ
Кулайгырский сельский округ (каз. Құлаайғыр ауылдық округі) — административная единица в составе Абайского района Карагандинской области Казахстана. Административный центр — село Кулайгыр.
Население — 1668 человек (2009; 1984 в 1999, 2102 в 1989).
По состоянию на 1989 год существовал Кулайгырский сельский совет (сёла Жаман-Жол, Кулайгыр, Ялта).

## Состав
В состав округа входят такие населённые пункты:
| Населённый пункт | Население, человек (1989) | Население, человек (1999) | Население, человек (2009) |
| ---------------- | ------------------------- | ------------------------- | ------------------------- |
| Жаманжол, село   | 425                       | 260                       | 168                       |
| Кулайгыр, село   | 1432                      | 1550                      | 1467                      |
| Ялта, село       | 245                       | 174                       | 33                        |